# 德雷米勒-拉法日
德雷米勒-拉法日（法語：Drémil-Lafage，法語發音：[dʁemil lafaʒ]）是法国上加龙省的一个市镇，属于图卢兹区。该市镇由德雷米勒（Drémil）和拉法日（Lafage）两村庄组成。1843年，市镇蒙托里奥勒（Montauriol）并入德雷米勒-拉法日。

## 地理
德雷米勒-拉法日（43°35'49"N, 1°36'6"E）面积12.49 平方千米，位于法国奧克西塔尼大區上加龙省，该省份为法国西南部内陆省份，西南端与西班牙接壤，自此顺时针与上比利牛斯省、热尔省、塔恩-加龙省、塔恩省、奥德省和阿列日省接壤。
与德雷米勒-拉法日接壤的市镇（或旧市镇、城区）包括：拉瓦莱特、艾格尔弗耶、弗卢朗斯、戈雷、蒙斯、坎特-丰瑟格里沃、圣富瓦代格尔弗耶、圣皮埃尔德拉日、瓦莱斯维莱。

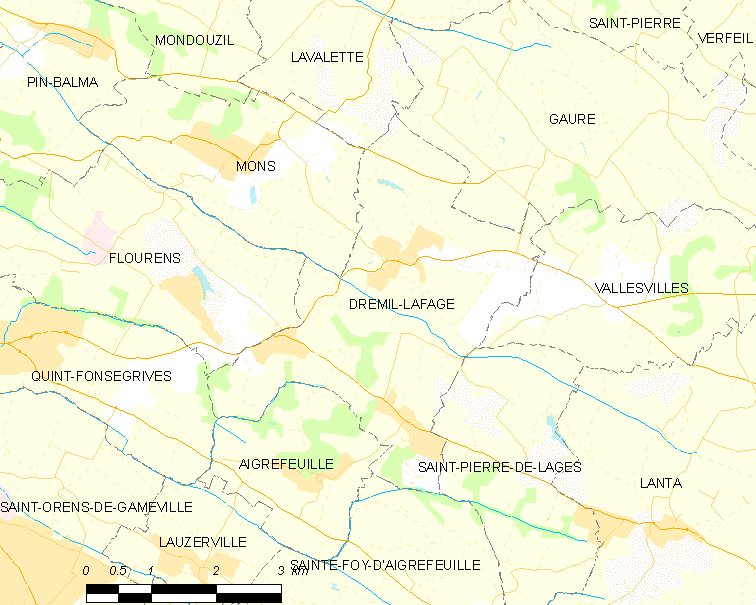
德雷米勒-拉法日的OSM定位图

德雷米勒-拉法日的时区为UTC+01:00、UTC+02:00（夏令时）。

## 行政
德雷米勒-拉法日的邮政编码为31280，INSEE市镇编码为31163。

## 政治
德雷米勒-拉法日所属的省级选区为图卢兹第十县。

## 人口

1962-2008年间德雷米勒-拉法日人口变化图示

德雷米勒-拉法日于2022年1月1日时的人口数量为2622人。